# What to Expect
What to Expect (engelska: What to Expect When You're Expecting) är en amerikansk långfilm från 2012 i regi av Kirk Jones, med Cameron Diaz, Jennifer Lopez, Elizabeth Banks och Chace Crawford i rollerna. Filmen bygger på en serie faktaböcker om graviditet; What to Expect When You're Expecting.

## Handling
Filmen följer fem olika par och deras problem och glädje i att få barn. Personliga tränaren Jules Baxter (Cameron Diaz) och hennes danspartner Evan Webber (Matthew Morrison) har just vunnit en danstävling på TV när Jules spyr framför kamerorna men  försöker balansera sitt vanliga aktiva liv med att vara gravid. Efter gräl om omskärelser, smärtstillande och annat får hon flickan Emerson. Efter att barnet har fötts förlovar sig Jules och Evan.
Fotografen Holly (Jennifer Lopez) och hennes make Alex (Rodrigo Santoro) kan inte få barn och bestämmer sig för att adoptera från Etiopien. De köper ett nytt hus för babyn och Holly skickar Alex till en mansgrupp där han kan få stöd av andra pappor. Alex blir allt mer nervös över att skaffa barn men i slutänden åker de till Etiopien och adopterar en pojke.
Wendy Cooper (Elizabeth Banks) äger en salong som specialiserat sig på amning. Hon och maken Gary (Ben Falcone) har försökt få barn i två år. Hon lyckas till slut bli gravid, men då hon trott att gravideten skulle bli en magisk och glad period, mår hon bara förjävligt. Under en mässa där hon ska förklara hur fantastiskt det är med att vara gravid bryter hon ihop och hennes utspel över hur hon hatar allt blir en succé på internet. I slutänden föder hon den lilla pojken Theo.
Garys pappa Ramsey Cooper (Dennis Quaid) är gift med den yngre kvinnan Skyler (Brooklyn Decker). När de får reda på Garys och Wendys graviditet berättar de snabbt att de har samma glada nyhet. I motsats till Wendys graviditet går Skylers som på räls och hon föder tvillingflickor. 
Rosie Brennan (Anna Kendrick) möter sin gamla vän Marco (Chace Crawford). De har ett engångsligg vilket gör Rosie gravid. De är först uppskakade över situationen, men de bestämmer sig att bli föräldrar och flytta ihop. Rosie får tyvärr missfall, men paret bestämmer sig ändå för att stanna med varandra.

## Rollista
| Cameron Diaz     | – Jules  |
| Jennifer Lopez   | – Holly  |
| Elizabeth Banks  | – Wendy  |
| Chace Crawford   | – Marco  |
| Brooklyn Decker  | – Skyler |
| Ben Falcone      | – Gary   |
| Anna Kendrick    | – Rosie  |
| Matthew Morrison | – Evan   |
| Dennis Quaid     | – Ramsey |
| Chris Rock       | – Vic    |
| Rodrigo Santoro  | – Alex   |
| Joe Manganiello  | – Davis  |
| Rob Huebel       | – Gabe   |
| Thomas Lennon    | – Craig  |
| Amir Talai       | – Patel  |